# Alchemilla diluta
Alchemilla diluta é uma espécie de rosácea do gênero Alchemilla, pertencente à família Rosaceae.